# Eckart Henning
Eckart Henning (* 27. Januar 1940 in Berlin) ist ein deutscher Archivar und Historiker. Er war von 1984 bis 2006 Leiter des Archivs der Max-Planck-Gesellschaft.

## Leben
Eckart Henning studierte ab 1961 Geschichte, Historische Hilfswissenschaften, Germanistik, Philosophie und Pädagogik an den Universitäten Berlin, Wien und Marburg. Nach dem Studium war er zunächst als wissenschaftlicher Assistent an der Freien Universität Berlin tätig. Als Referendar des Geheimen Staatsarchivs absolvierte er von 1970 bis 1972 den archivarischen Vorbereitungsdienst an der Archivschule Marburg. Seine archivarische Laufbahn begann er 1972 beim Geheimen Staatsarchiv Preußischer Kulturbesitz. 1981 wurde er zum Dr. phil. promoviert. Das Thema seiner Dissertation lautete Die gefürstete Grafschaft Henneberg-Schleusingen im Zeitalter der Reformation. 1984 wurde er zum Direktor des Archivs der Max-Planck-Gesellschaft berufen, das er bis zu seiner Pensionierung im Jahre 2006 leitete.
Henning ist Honorarprofessor für Archivwissenschaft und Historische Hilfswissenschaften der Neuzeit an der Humboldt-Universität zu Berlin, Begründer des Herold-Jahrbuchs und Mitglied der Académie internationale d’héraldique in Genf sowie weiterer Fachgesellschaften des In- und Auslands.
Er leitet als Vorsitzender die Verleihung der Johann-Christoph-Gatterer-Medaille für wissenschaftliche Verdienste auf dem Gebiete der Genealogie und Heraldik.

## Schriften (Auswahl)
- mit Marion Kazemi: Chronik der Kaiser-Wilhelm-, Max-Planck-Gesellschaft zur Förderung der Wissenschaften: 1911–2011; Daten und Quellen (= 100 Jahre Kaiser-Wilhelm-, Max-Planck-Gesellschaft zur Förderung der Wissenschaften, Teil 1). Duncker und Humblot, Berlin 2011, ISBN 978-3-428-13623-0.
- mit Marion Kazemi: Chronik der Max-Planck-Gesellschaft zur Förderung der Wissenschaften 1948–1998. 2 Bände. Duncker und Humblot, Berlin 1998, ISBN 3-428-09068-3.
- Wissenschaftliche Mitglieder der Max-Planck-Gesellschaft zur Förderung der Wissenschaften im Bild. Zusammengestellt von Eckart Henning und Dirk Ullmann. Unter Mitarbeit von Marion Kazemi. Duncker und Humblot, Berlin 1998, ISBN 3-428-09068-3.
- mit Friedrich Beck (Hrsg.): Die archivalischen Quellen. Mit einer Einführung in die Historischen Hilfswissenschaften. Böhlau Verlag, Köln, Weimar, Wien, 5. erweiterte und aktualisierte Auflage 2012 (= UTB Nr. 8273; 1. Auflage 1994).
- Archivalien und Archivare Preußens. Ausgewählte Aufsätze. Duncker & Humblot, Berlin 2013, ISBN 978-3-428-13919-4 (mit einem Geleitwort von Jürgen Kloosterhuis; mit Curriculum vitae).
- Auxilia Historica. Beiträge zu den Historischen Hilfswissenschaften und ihren Wechselbeziehungen. 3. Auflage. Böhlau, Köln / Weimar / Wien 2015, ISBN 978-3-412-22430-1.